# Матрона
Матрона (на латински: Matrona) e жена от висшето съсловие, с добра репутация и голямо влияние в Древен Рим.
Известни римски матрони:
- Аврелия Кота, майка на Гай Юлий Цезар
- Агрипина Стара, съпруга на Германик
- Агрипина Младша, съпруга на император Клавдий и майка на Нерон.
- Цецилия Метела, жените от фамилия Цецилии Метели
- Корнелия Цина, първата съпруга на Юлий Цезар
- Помпея (съпруга на Юлий Цезар), втората съпруга на Юлий Цезар
- Калпурния Пизония, третата жена на Юлий Цезар
- Ация, майка на Октавиан Август
- Випсания Агрипина, първа съпруга на Тиберий
- Алфидия, дъщеря на римския магистрат Марк Алфидий Луркон
- Муция Терция, съпруга на Помпей Велики
- Фулвия, съпруга за Марк Антоний
- Корнелия Африканска, майка на двамата Гракси (Тиберий Гракх и Гай Гракх)
- Ливия Друзила, съпруга на Октавиан Август
- Скрибония, втората съпруга на Октавиан Август
- Юлия Ливила, сестра на Калигула
- Друзила (сестра на Калигула)